# Pápaszemes pókvadász
A pápaszemes pókvadász (Arachnothera flavigaster) a madarak (Aves) osztályának a verébalakúak (Passeriformes) rendjébe, ezen belül a nektármadárfélék (Nectariniidae) családjába tartozó faj.

## Rendszerezése
A fajt Thomas Campbell Eyton angol ornitológus írta le 1839-ben.

## Előfordulása
Brunei, Indonézia, Malajzia, Szingapúr, Thaiföld és Vietnám területén honos. Természetes élőhelyei a szubtrópusi és trópusi síkvidéki és hegyi esőerdők és cserjések. Állandó, nem vonuló faj.

## Megjelenése
Testhossza 22 centiméter, átlagos testtömege 38,4 gramm.

## Természetvédelmi helyzete
Az elterjedési területe nagyon nagy, egyedszáma pedig stabil. A Természetvédelmi Világszövetség Vörös listáján nem fenyegetett fajként szerepel.